# Noradrenalin
Noradrenalin či také norepinefrin je hormon a neurotransmiter řazený mezi stresové hormony, je vylučován dření nadledvin. Z chemického hlediska je to spolu hlavně s adrenalinem a dopaminem katecholamin.
Funkcí noradrenalinu je umožnit krátkodobě v organizmu zvýšenou aktivitu. Urychluje srdeční tep, zvyšuje rozklad glykogenu na monosacharidy, ale také roztahuje cévy v kosterních svalech a zvyšuje tak jejich okysličování.
Noradrenalin je mediátorem vegetativních vláken postgangliových sympatických s výjimkou cév, kosterních svalů a potních žláz, mozečku, epifýzy a hypotalamu. Je syntetizován z aminokyselin fenylalaninu a tyrozinu. Důležitým mezistupněm syntézy je L-dopa a dopamin. Navázáním na receptor se rozkládá a inihibitorem rozkladu je katechol-O-methyltransferáza (COMT) a mohou být zpětně resorbovány do postsynaptického zakončení nebo odbourány monoaminooxidázou (MAO). Po odbourání jdou do krve. Receptory jsou typu α1, α2 a β1 β2, přičemž beta mají větší afinitu k adrenalinu.